# Schönau vor dem Walde

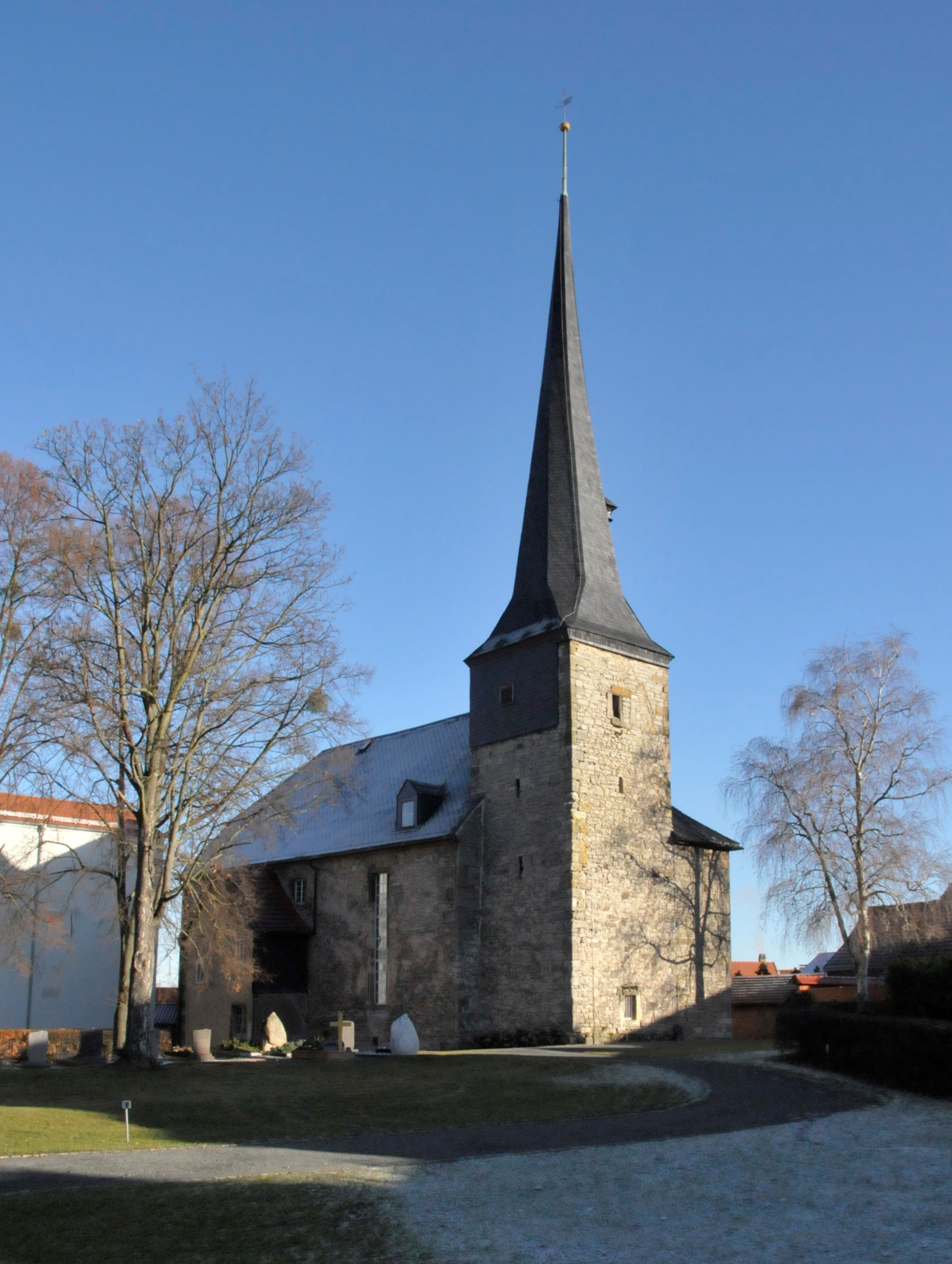
Dorfkirche St. Georg

Schönau vor dem Walde ist ein Ortsteil der Landgemeinde Georgenthal im Landkreis Gotha in Thüringen.

## Lage
Das Dorf liegt am Nordrand des Thüringer Waldes und ist Verwaltungssitz der 1996 gebildeten Gemeinde Leinatal.
Der als Straßendorf angelegte Ort liegt im Tal der Wilden Leina, von der in Ortsmitte der Kleine Leinakanal abgezweigt wird, der sich in Emleben mit dem Flößgraben zum Leinakanal vereinigt. Die nächstliegenden Ortschaften sind Ernstroda im Nordwesten, Catterfeld im Süden, Herrenhof im Osten und Wipperoda im Norden. Die höchsten Erhebungen sind der Ziegelberg (519 m ü. NN) bei Catterfeld, der Kummelberg (424 m ü. NN) am südlichen Ortsrand (mit Schießplatz), Dammberg (444 m ü. NN) und Schloßberg (446 m ü. NN) im Westen. Gegen Norden öffnet sich die Nordabdachung des Thüringer Waldes zum Thüringer Becken hin. Die Ortslage durchkreuzen die beiden Landesstraßen L 2147 (Engelsbach – Wipperoda) und L 1025 (Ernstroda – Georgenthal).
Schönau lag an der Bahnstrecke Friedrichroda–Georgenthal, die allerdings im November 1947 stillgelegt und von der SMAD als Reparationsleistung weitgehend abgebaut wurde. Das ehemalige Bahnhofsgebäude liegt zwischen Ernstroda und Schönau und wird heute als Wohnhaus genutzt. Etwa ein Drittel der Gemarkungsfläche ist bewaldet, rund sechs Zehntel werden von Grün- und Ackerland bedeckt.

## Geschichte
Schönau vor dem Walde wurde in der Gründungsurkunde des Klosters Asolveroth auf dem St.-Georgs-Berg bei Altenbergen am 20. März 1143 als Sconowe erstmals urkundlich erwähnt. Der Ort kam 1331/35 in den Besitz des Klosters Georgenthal und verblieb in dessen Besitz, bis das Kloster infolge des Bauernkriegs 1525 aufgelöst wurde. Danach gehörte der Ort ab 1531 zum Amt Georgenthal, das seit 1640 zum Herzogtum Sachsen-Gotha gehörte. Der historisch bedeutendste Erwerbszweig war die Korbmacherei, auch Leineweber, Fuhrleute und Siebmacher sorgten für den Unterhalt ihrer Familien. Schon 1666 wurde die Siebmacherinnung gegründet. Diesem Beispiel folgten die Korbmacher 1793. Noch 1958 gab es 40 Korbmachermeister in Schönau.
Der Bau der Bahnstrecke Fröttstädt–Georgenthal, an der Schönau zusammen mit Ernstroda 1896 einen Bahnhof erhielt, brachte große Vorteile für den Handel der Produkte. Eine Wasserleitung erhielt Schönau 1906, elektrischen Strom 1913/14, Abwasserkanalisation 1930. Nach dem Zweiten Weltkrieg wurde die Eisenbahnstrecke zwischen Friedrichroda und Georgenthal als Reparationsleistung für die Sowjetunion stillgelegt und abgebaut. Nach Gründung der DDR wurde ein Landambulatorium sowie eine Verkaufsstelle des Konsum und ein Kindergarten gebaut. Die genossenschaftliche Rinderzucht begann 1956, zur Gründung einer LPG schlossen sich zwei Jahre später neun Betriebe zusammen. Weitere zwei Jahre später wurden alle 101 landwirtschaftlichen Betriebe zwangskollektiviert. 1952 bis 1954 wurde an der Engelsbacher Straße ein Waldfreibad mit einem 25 m langen Schwimmerbecken und Kinderbecken gebaut, ein Grund für die ersten Besuche von Urlaubern, die seit 1955 den Ort besuchen. In den folgenden Jahren wurden für Besucher und Einheimische Wanderwege angelegt und eine Kegelanlage mit zwei Bahnen errichtet. Weitere Maßnahmen waren die Rekonstruierung der Schule, die Erweiterung des Kindergartens, der Bau eines Parkplatzes und die Installation einer staatlichen Arztpraxis. Nach der Eingemeindung von Wipperoda 1974 zählte die Gemeinde 1150 Einwohner und eine Fläche von 1026 ha. Ende der 1980er Jahre erhielt Schönau ein Einkaufszentrum. Von 1756 bis 1990 wuchs der Ort (nur Schönau) von 500 Einwohnern in 122 Häusern auf 970 Einwohner in 246 Häusern. Am 4. April 1991 wurde mit der Erschließung des Gewerbegebietes In der Mittelaue nördlich des Ortes begonnen und 1994/96 mit der Erschließung des Wohngebietes Am Kirchstieg im Süden der Ortslage, am Nordhang des Dammbergs, wo 80 Neubauten entstanden sind.
Am 1. Januar 1996 wurde Schönau ein Ortsteil der Gemeinde Leinatal. Am 31. Dezember 2019 schloss sich Leinatal mit weiteren Gemeinden zur Landgemeinde Georgenthal zusammen.

## Politik
Ortsteilbürgermeister ist Bernd Krautwurm.

## Sehenswürdigkeiten
- Dorfkirche St. Georg (Lage→): Die Kirche steht am nördlichen Dorfrand. Der Kirchturm enthält im Erdgeschoss eine Sakristei mit einem Kreuzgratgewölbe mit Malereien aus der Zeit um 1300. 1335 wurde in Schönau erstmals eine Kapelle erwähnt. Eine weitere Vorgängerkirche wurde 1513 errichtet und 1515 eingeweiht. Aus dem Jahre 1519 stammt der Mittelschrein eines ehemaligen Flügelaltars, dessen Flügel 1900 an das Museum in Gotha verkauft wurden. 1691–1692 wurde die heutige Kirche errichtet. Sie wurde von Gottfried Wunderlich, dem fürstlich-schwarzburgischen Hofmaler ausgemalt. Der Kanzelaltar entstand Mitte des 18. Jahrhunderts. Das Spiegelgewölbe ist in sechs Felder aufgeteilt, die mit Szenen aus dem Neuen Testament bemalt sind. Die doppelgeschossigen Emporen an der Nord- und Südseite der Kirche trägt in den 38 Feldern Motive des Alten Testaments. 1850 wurde durch den Orgelbaumeister Knauf aus Tabarz eine neue Orgel mit einem Jugendstil-Prospekt eingebaut, deren notwendige Sanierung im Jahre 2013 begann[4]. 1892 wurde die Kirche zum 200. Jubiläum renoviert und restauriert. Eine Gedenktafel an Christian Ludwig Brehm wurde 1917 zu dessen 130. Geburtstag an der Kirche angebracht. 1961  wurden die Dachkonstruktion saniert, die Gemälde gesäubert, die Säulenbemalung freigelegt und die Kirche neu eingeweiht. Seit 1973 wird die Kirche mit Gas beheizt. Der Kirchturm erhielt 1982 ein neues Schieferdach und eine neu vergoldete Turmkugel. Am 27. Juni 1993 wurde der bislang namenlosen Kirche der Name St.-Georg-Kirche gegeben.
- Naherholungsgebiet mit Waldbad
- In Schönau vor dem Walde sind auf dem Schlossberg die Überreste der Tannenburg erhalten, über die aber wenig bekannt ist. Ein Ritter Hermann Stranz von Döllstedt soll sie zu Beginn des Erbfolgekrieges 1247 gebaut haben. Heute sind noch Wall- und Grabenreste des großen Terrains zu sehen.[5]
- Das Wehr des Leinakanals in Schönau stammt von 1369.

## Persönlichkeiten

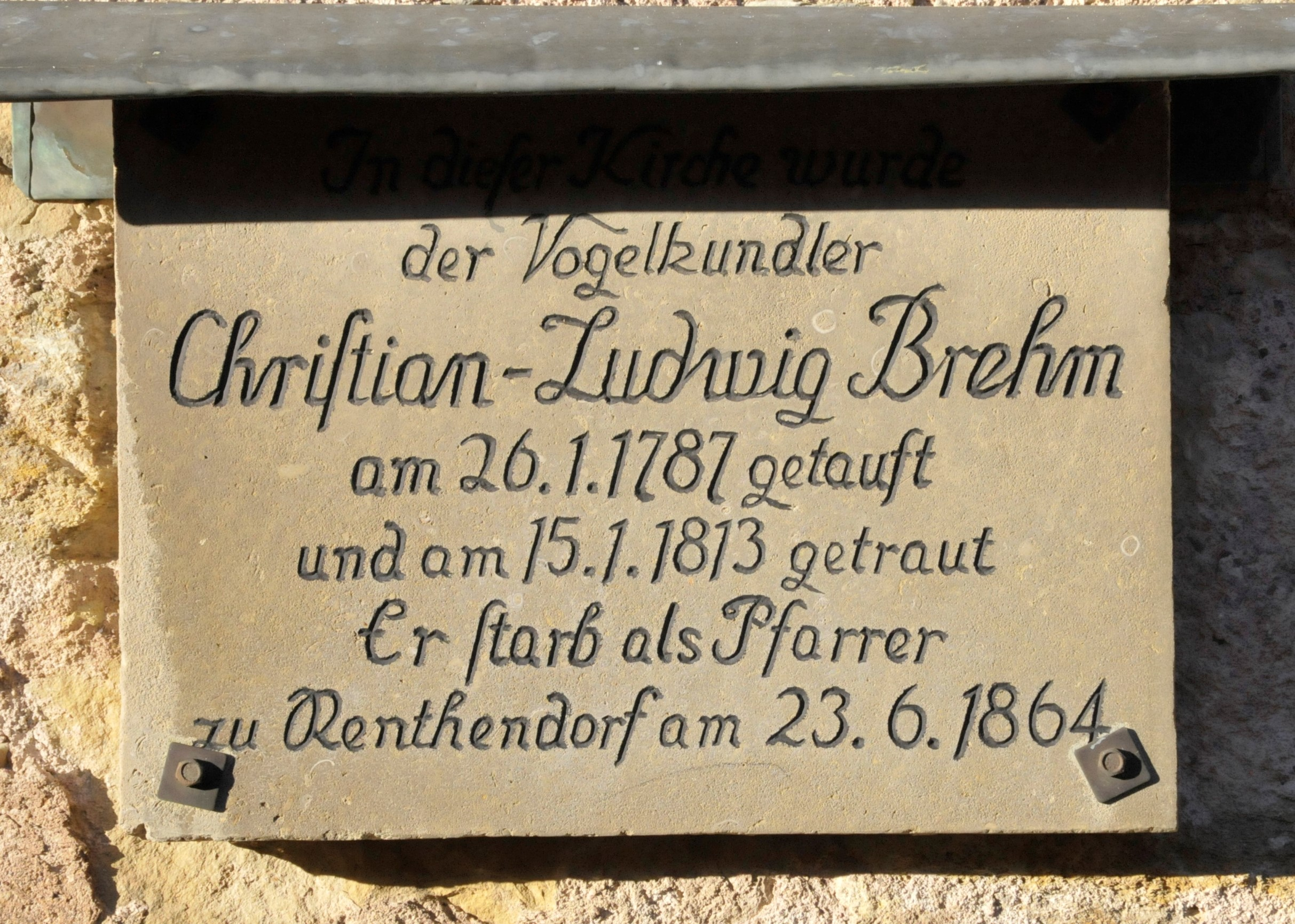
Gedenktafel an Brehm

- Christian Ludwig Brehm (1787–1864), deutscher Pfarrer und Ornithologe, wurde in der Kirche St. Georg am 26. Januar 1787 getauft und am 15. Januar 1813 ebenda getraut.
- Heinrich Ernst Siegrist (1903–1970), deutscher Schriftsteller